# 莱夫·霍姆格伦
莱夫·霍姆格伦（瑞典語：Leif Holmgren，1953年5月25日—），瑞典男子冰球运动员，1971年开始职业生涯。他曾代表瑞典参加1980年冬季奥林匹克运动会冰球比赛，获得一枚铜牌。